# Gaillard (bateau)
Pour les articles homonymes, voir Gaillard.

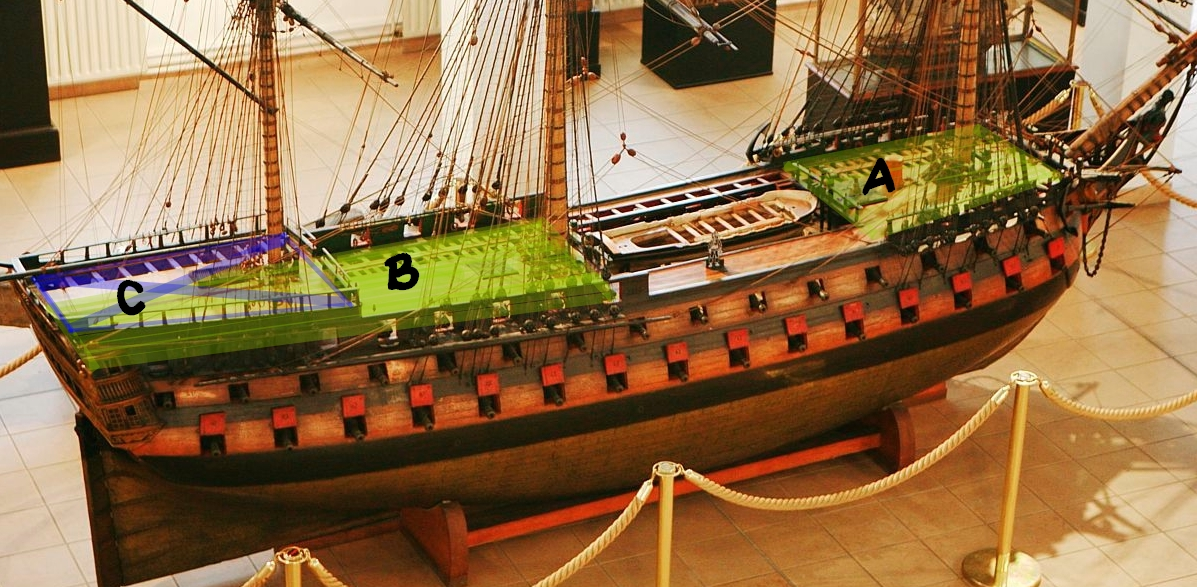
Gaillards et dunette d'un vaisseau du XVIIIe siècle : A) gaillard d'avant, B) gaillard d'arrière, C) dunette (en bleu) couvrant partiellement le gaillard d'arrière.

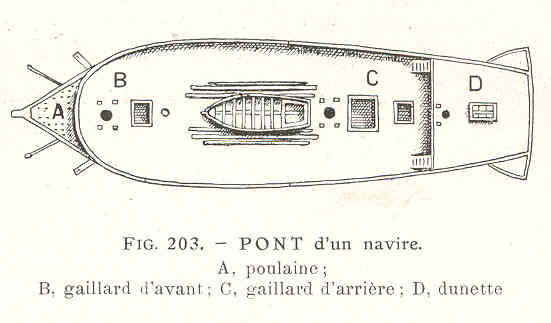
Schéma du pont d'un navire. B) : Gaillard d'avant et C) : Gaillard d'arrière.

Le gaillard ou les gaillards, car il y en a souvent deux, constituent les parties surélevées d'un navire placées au-dessus du pont supérieur. Les navires pourvus de gaillards sont opposés aux navires dit « franc-tillac », dont le pont est au même niveau sur toute la longueur du bâtiment. De façon plus moderne, il désigne la superstructure située sur l'avant d'un pont supérieur (voir tillac) et qui s'étend en largeur d'un bord à l'autre du navire.
Un navire à voile comporte habituellement deux gaillards, qui sont le gaillard d'avant et le gaillard d'arrière.

## Origine du gaillard
Le gaillard trouve son origine dans les nefs du Moyen Âge. Il existait sur ces navires un château d'avant et un château d'arrière, portions de pont situés à l'avant et l'arrière, fortement surélevées par rapport au pont principal dans le but d'offrir une protection lors d'un éventuel abordage et de surplomber l'ennemi. Avec l'apparition de la caravelle, puis des vaisseaux à voiles que sont la frégate ou le vaisseau de ligne, les châteaux d'avant et d'arrière, à vocation défensive, se sont spécialisés et ont acquis un usage marin. C'est à partir de ce moment-là que l'on parle de gaillard d'avant et de gaillard d'arrière. Ce sont des parties de pont situées plus haut que le pont supérieur, reliées ou pas entre elles par des passavants et sur lesquelles on trouve des canons dans les navires de guerre, les cabestans et quelques écoutilles. Le gaillard d'avant est traditionnellement occupé par l'équipage, tandis que le gaillard d'arrière est plutôt réservé aux officiers.

## Le gaillard d'avant dans la marine à voile
Le gaillard d'avant, qui s'étend de l'avant de la coque au premier quart du navire, a plusieurs vocations. C'est de là que sont manœuvrées les voiles de l'avant : celles du mât de misaine ainsi que celles dépendant du mât de beaupré. Les voiles dont la manœuvre est effectuée depuis le gaillard d'avant sont toutes les voiles du mât de misaine, les focs et quelques voiles d'étai mais aussi la civadière et la contre-civadière, voiles directement placées sous le mât de beaupré. Les ancres sont également manœuvrées et rangées (caponnées) sous les bossoirs, sortes de grues qui dépassent à l'extérieur de part et d'autre du gaillard d'avant.
Le mât de misaine se situe sur le gaillard d'avant et, bien que la manœuvre de certaines de ses voiles s'effectue depuis le pont supérieur, c'est à partir du gaillard d'avant que les gabiers accèdent aux haubans de misaine, permettant de monter jusqu'aux différentes vergues du mât pour travailler dans la voilure.
On trouve le petit cabestan sur le gaillard d'avant et quelques canons de 4, de 6 ou de 8 livres (poids du boulet) suivant le rang du navire. Au XIXe siècle, il peut être armé de caronades. Enfin, la coquerie ou cuisine qui se situe sous le gaillard dispose d'une ou deux cheminées qui traversent directement le pont de gaillard, ou un panneau d'écoutille dédié, et permettent l'évacuation des fumées. Pendant un combat, le feu qui brûle dans la cuisine est éteint. 
Dans cette microscopique ville que représente un navire, le gaillard d'avant a longtemps représenté le « quartier populaire » car les postes d'équipage étaient situés sous le pont du gaillard d'avant tandis que les officiers logeaient dans les « beaux quartiers » de la dunette à l'arrière et la maistrance dans des postes particuliers au centre du navire. 
Ceci se retrouve dans diverses expressions comme les « contes de gaillard d'avant » (contes folkloriques naïfs comme celui du prince-matelot) que se racontaient les matelots dans les périodes de beau temps lorsqu'ils étaient de repos et profitaient du beau temps sur le gaillard d'avant qui était leur « place publique ». 
On retrouve la trace de cette division sociale dans le titre du célèbre roman américain de Richard Henry Dana intitulé Two years before the mast (deux années sur le gaillard d'avant) , l'auteur, un jeune étudiant en droit d'origine aisée insistant par ce titre sur le fait qu'il avait délibérément choisi de mener deux ans durant la dure vie d'un simple matelot. 
Le Dictionnaire de français Littré (1863-1877) mentionne un type particulier de gaillard d'avant appelé « teugue » ou « tuque » dans les bâtiments à moteur. Dans les bâtiments à voile, une teugue est une construction temporaire bâtie sur un gaillard d'arrière ou une dunette et destinée à abriter quelques chambres (cabines) d'officiers.

## Le gaillard d'arrière dans la marine à voile
Le gaillard d'arrière est un pont qui s'étend depuis le grand mât jusqu'à l'arrière, en partie réservé aux officiers du bâtiment et qui offre une vue sur tout le navire pour exercer le commandement lors des combats ou des manœuvres sous voiles. 
Sur le gaillard d'arrière se trouvent plusieurs canons du même calibre que ceux du gaillard d'avant, le grand cabestan sur les frégates et les corvettes ainsi que la roue du gouvernail. Deux quartiers-maîtres timoniers y sont habituellement de quart pour veiller à la route du bâtiment. Près de la roue se trouve une ardoise où l'officier de quart doit noter toutes les observations et manœuvres nécessaires à la bonne marche du navire : changement de quart, modification de la force et de la direction du vent, manœuvres de voilures, changements de cap, vitesse du navire...
Le gaillard d'arrière fait également office de passerelle de commandement : c'est l'espace privilégié du capitaine et de son état-major. La tradition veut que les officiers laissent au capitaine le côté du gaillard au vent, si tel est son désir. Celui-ci commande son navire depuis ce poste d'observation privilégié au moyen d'ordres répercutés par les officiers et les maîtres. Un banc de quart y est installé, prévu pour le capitaine ou à défaut l'officier de quart. Lors d'engagements, la place du commandant est sur le gaillard de son vaisseau, d'où il dirige le combat en ordonnant à la fois l'artillerie et la manœuvre du vaisseau, secondé en cela par ses officiers répartis dans le navire. Les gaillards sont des postes de tir privilégiés pendant une bataille navale par leur position surélevée. Ainsi, les hommes de l'infanterie de marine y prennent habituellement leur poste pendant un engagement.
Enfin, le gaillard d'arrière est un centre de communication. En effet, le commandant donne ses ordres à l'ensemble de son équipage verbalement mais il peut également faire hisser des signaux par pavillons codifiés à l'attention des autres navires. Deux aspirants de marine, officiers en formation, sont habituellement chargés de transmettre et recevoir les signaux par pavillons. De tels messages permettent aux navires de communiquer entre eux. Cela permet également à un chef d'escadre de transmettre ses ordres aux autres navires sous son commandement.
La salle du conseil, les logements des officiers supérieurs et d'une partie de l'État-major sont placés sur le gaillard d'arrière, ces structures sont couvertes par le pont de dunette placé au-dessus du gaillard.

## Navire négrier
Durant la traite négrière, le transport des captifs sur les navires négriers oblige à aménager le faux-pont (placé sous le pont supérieur) condamnant ainsi le logement de l'équipage qui dort normalement sur le faux pont. Le logement des matelots est alors déplacé sur le pont, sous le gaillard avant. Celui des officiers est sur le même pont mais sous le gaillard d'arrière. Ce dernier est un véritable réduit défensif séparé et isolé du reste du navire par une palissade de bois placée en travers du navire et hérissée de lames tranchantes destinées à en éviter son franchissement.

## Le gaillard dans la marine moderne
Le gaillard s'est maintenu dans l'architecture des navires tant que ceux-ci utilisaient la voile comme moyen de propulsion principal. Avec la disparition des mâts et de toutes les contraintes inhérentes, l'utilité des gaillards a été décroissante, jusqu'à être remplacés par une superstructure unique au centre (château) ou à l'arrière (dunette) du bâtiment. 
Cependant, de nos jours est encore appelée gaillard d'avant ou pont gaillard la partie du pont généralement surélevée où l'on trouve les bittes d'amarrage et les apparaux de manœuvre avant (guindeaux). Cet espace est dédié au personnel chargé de l'amarrage et/ou du mouillage.
Le gaillard des chalutiers de pêche classique supportait les apparaux de mouillage et de manœuvre et à l'intérieur abritait généralement le poste d'équipage avant ou parfois un magasin pour stocker du matériel. 
La partie avant de la coque de certains bâtiments de guerre (croiseurs, destroyers, contre-torpilleurs et torpilleurs, escorteurs d'escadres, etc.) comportait un long gaillard nommé teugue qui pouvait atteindre un tiers de la longueur totale de la coque, comme c'était le cas pour les contre-torpilleurs ou les escorteurs d'escadre.

## Voilier moderne
Sur un voilier, partie extrême du pont supérieur :
- celle qui se trouve sur l'avant du hauban de misaine le plus en arrière s'appelle gaillard d'avant ;
- celle qui se trouve sur l'arrière du grand mât s'appelle gaillard d'arrière.

C'est le logement de l'équipage, ou poste si le bateau n'a pas de superstructure ni de faux pont.